# Liste d'élections en 1942
Chronologie des élections
- 1938
- 1939
- 1940
- 1941
- 1942
- 1943
- 1944
- 1945
- 1946

Cette liste recense les élections organisées durant l'année 1942. Elle inclut les élections législatives et présidentielles nationales dans les États souverains, ainsi que les principaux référendums.
La Seconde Guerre mondiale se poursuit ; la majeure partie de l'Europe est occupée par les puissances nazi et fascistes, ce qui y interrompt la poursuite de tout processus démocratique. Les seules élections nationales démocratiques en Europe en 1942 ont lieu en Islande (juillet et octobre). Le régime fasciste au Portugal organise pour sa part des élections à parti unique, de pure façade, en février et en novembre. Du côté des puissances de l'Axe, le Japon organise des élections législatives (avril), où les candidatures d'opposition sont tolérées, mais pour un corps législatif aux pouvoirs très restreints.

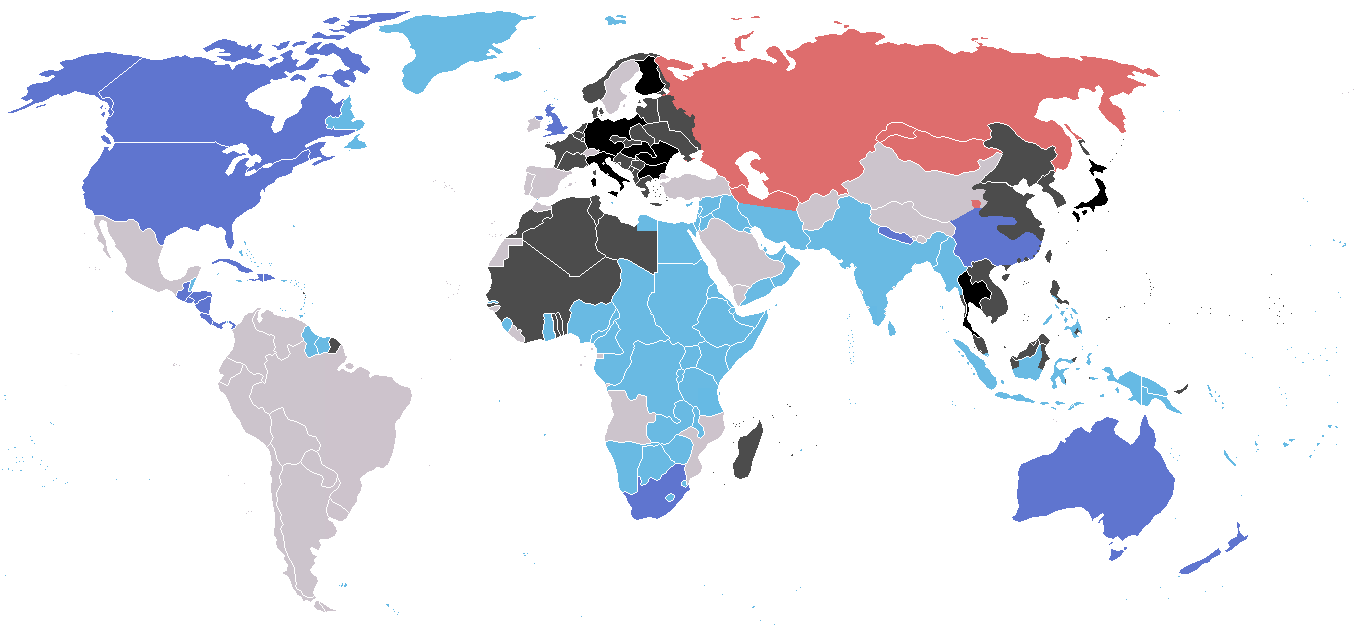
Le monde en janvier 1942. En bleu foncé, les Alliés du monde occidental, plus la Chine et le Népal. En bleu clair, leurs colonies. En rouge, l'Union soviétique (membre des Alliés), le Tannou-Touva et la Mongolie. En noir, les membres de l'Axe : Allemagne, Italie, Japon, Bulgarie, Hongrie, Roumanie, Yougoslavie, Finlande, et Thaïlande. En gris foncé, les pays et territoires occupés par les forces de l'Axe - dont la France et une partie de la Chine et de l'Union soviétique. En gris clair, les États neutres - dont la Suisse, l'Irlande, la Suède et la Turquie parmi les démocraties, et l'Espagne, le Portugal et Saint-Marin parmi les dictatures d'extrême-droite.

## Par mois

### Janvier
Il n'y a pas d'élection nationale en janvier 1942.

### Février
| Date        | Pays       | Élections      | Notes | Résultats |
| ----------- | ---------- | -------------- | --- | --- |
| 1er février | Chili      | Présidentielle | | La gauche conserve la présidence. Juan Antonio Ríos (Parti radical : centre-gauche, laïc) est élu avec l'appui d'une alliance de partis de gauche et de centre-gauche (dont le Parti socialiste, le Parti communiste, le Parti démocrate et le Parti agrarien). Il obtient 56 % des voix, face à Carlos Ibáñez del Campo (sans étiquette, soutenu notamment par le Parti conservateur, le Parti libéral, et l'Avant-garde populaire socialiste (fasciste)). |
| 8 février   | Costa Rica | Législatives   | | Le Parti républicain national (libéral) conserve sa majorité absolue. |
| 8 février   | Portugal   | Présidentielle | Le Portugal demeure neutre pendant la guerre. C'est à cette date est une dictature d'extrême-droite à parti unique. Les hommes ont le droit de vote à condition de savoir lire et écrire ; les femmes, à condition d'avoir complété au moins leurs études secondaires. Il y a un seul candidat. | Óscar Carmona (Union nationale : extrême-droite, fascisme clérical) est automatiquement réélu. |

### Mars
| Date    | Pays             | Élections    | Notes | Résultats |
| ------- | ---------------- | ------------ | --- | --- |
| 15 mars | Cuba             | Législatives | | Les partis de la coalition gouvernementale du président Fulgencio Batista, emmenés par le Parti libéral, remportent une large majorité des sièges. |
| mars    | Bolivie          | Législatives | Renouvellement de la moitié des députés et d'un tiers des sénateurs. | Parlement sans majorité. Le Parti libéral conserve la majorité relative des sièges. |
| mars    | Royaume d'Égypte | Législatives | Bien que formellement indépendant, le pays est sous forte influence britannique, et sert de base militaire aux Alliés pendant la guerre. Ces élections font suite à une crise politique en février. Par la force des armes, les Britanniques ont imposé au roi Farouk de nommer un nouveau gouvernement, qui leur soit davantage favorable. Les élections du mois de mars visent à conférer une majorité parlementaire à ce gouvernement. Elles sont boycottées par l'opposition. | Le parti Wafd (laïc, libéral) remporte la quasi-totalité des sièges. Moustapha el-Nahhas Pacha est nommé premier ministre. Ce coup de force contribue à discréditer à la fois les Britanniques et la monarchie égyptienne aux yeux de l'opinion publique. |

### Avril
| Date     | Pays   | Élections    | Notes | Résultats |
| -------- | ------ | ------------ | --- | --- |
| 27 avril | Canada | Référendum   | Ayant promis avant les élections de 1940 qu'il n'introduirait pas la conscription au Canada, mais étant sous pression pour le faire, le premier ministre William Lyon Mackenzie King organise un référendum à ce sujet. | L'introduction de la conscription est approuvée par 64,5 % des votants. Elle est approuvée dans toutes les provinces sauf au Québec, où le rejet est massif (72,1 % contre). Le gouvernement n'introduit toutefois pas la conscription avant novembre 1944.    |
| 30 avril | Japon  | Législatives | Le Japon est en guerre à cette date. Le pouvoir exécutif est entre les mains des militaires, et le rôle du pouvoir législatif est très restreint. En 1940, les partis politiques ont été contraints de s'assembler en une « Association de soutien à l'autorité impériale » (nationaliste, militariste, totalitaire). Néanmoins, des candidats d'opposition sont autorisés à se présenter sans étiquette. | Les candidats de l'« Association » remportent une très large majorité des sièges. Quelque 18 % des sièges reviennent à des candidats d'opposition - dont notamment le démocrate anti-militariste Saitō Takao. Le général Hideki Tōjō demeure premier ministre. |

### Mai
| Date   | Pays                   | Élections                      | Notes | Résultats |
| ------ | ---------------------- | ------------------------------ | --- | --- |
| 3 mai  | Colombie               | Législatives                   | L'élection oppose deux candidats du Parti libéral, dont un soutenu par le Parti communiste et l'autre par le Parti conservateur. | Alfonso López Pumarejo (libéral, soutenu par les communistes) est élu avec 58,6 % des voix, face à Carlos Arango Vélez.                            |
| 16 mai | République dominicaine | Législatives et présidentielle | La République dominicaine à cette date est une dictature militaire à parti unique et un État policier. Un culte de la personnalité encense le dictateur Rafael Trujillo, responsable de dizaines de milliers de morts dans son pays. Les élections sont une pure façade : il n'y a qu'un seul candidat à la présidentielle, et un seul parti autorisé à se présenter aux législatives. Les femmes sont autorisées à voter pour la première fois. | Le Parti dominicain (droite) conserve automatiquement tous les sièges, et Rafael Trujillo est automatiquement réélu président avec 100 % des voix. |

### Juin
Il n'y a pas d'élection nationale en juin 1942.

### Juillet
| Date      | Pays    | Élections    | Notes | Résultats |
| --------- | ------- | ------------ | --- | --- |
| 5 juillet | Islande | Législatives | Bien que toujours officiellement neutre, l'Islande est sous occupation militaire américaine à ce stade de la guerre. | Parlement sans majorité. Le Parti du progrès (agrarien, centriste) conserve sa majorité relative des sièges. De nouvelles élections ont lieu en octobre. |

### Août
Il n'y a pas d'élection nationale en août 1942.

### Septembre
Il n'y a pas d'élection nationale en septembre 1942.

### Octobre
| Date             | Pays     | Élections    | Notes | Résultats |
| ---------------- | -------- | ------------ | --- | --- |
| 11 octobre       | Honduras | Législatives | Initialement élu de manière démocratique en 1933, en contexte de crise économique, le président Tiburcio Carías Andino a peu à peu établi une dictature au cours des années 1930. En 1942, le Honduras n'est plus une démocratie ; s'ils ne sont pas formellement interdits, les partis d'opposition sont réprimés. Le pays est devenu de facto un État à parti unique. | Comme lors des élections précédentes, le Parti national (conservateur) remporte tous les sièges.                         |
| 18 et 19 octobre | Islande  | Législatives | Bien que toujours officiellement neutre, l'Islande est sous occupation militaire américaine à ce stade de la guerre. | Parlement sans majorité. Alternance. Le Parti de l'indépendance (conservateur) obtient une majorité relative des sièges. |

### Novembre
| Date         | Pays       | Élections                      | Notes | Résultats |
| ------------ | ---------- | ------------------------------ | --- | --- |
| 1er novembre | Portugal   | Législatives                   | Le Portugal demeure neutre pendant la guerre. C'est à cette date est une dictature d'extrême-droite à parti unique. Les hommes ont le droit de vote à condition de savoir lire et écrire ; les femmes, à condition d'avoir complété au moins leurs études secondaires. Les autorités présentent une liste unique de candidats ; aucune candidature d'opposition n'est autorisée. | Le parti Union nationale (extrême-droite, fascisme clérical), seul autorisé à présenter des candidats, conserve mécaniquement tous les sièges. António de Oliveira Salazar demeure premier ministre. |
| 3 novembre   | États-Unis | Législatives                   | Élections de mi-mandat. Le pays est en guerre à cette date. | Le Parti démocrate (centre-gauche, progressiste) conserve la majorité absolue des sièges aux deux chambres du Congrès. |
| 29 novembre  | Uruguay    | Législatives et présidentielle | | Le Parti Colorado (libéral) conserve la majorité absolue des sièges à la Chambre des députés, et remporte la majorité absolue au Sénat (où il disposait précédemment d'une majorité relative). Juan José de Amézaga (parti Colorado) est élu président avec 57,2 % des voix, face notamment à Luis Alberto de Herrera (Parti national : conservateur). |

### Décembre
Il n'y a pas d'élection nationale en décembre 1942.